# رحیم روشنیان
رحیم روشنیان (زاده ۱۲۹۸ – درگذشته ۳۰ مرداد ۱۳۵۴) هنرپیشه، کارگردان و فیلم‌نامه‌نویس اهل ایران بود.

## زندگی
رحیم روشنیان متولد ۱۲۹۸ خورشیدی در بندر انزلی، فارغ‌التحصیل از هنرستان هنرپیشگی تهران است. وی فعالیت هنری را سال ۱۳۱۸ با بازی در نمایش «اپرت جنت و مرجان» آغاز کرد. در همین ایام کارمند وزارت دادگستری نیز بود سپس به فعالیت در رادیو و دوبلاژ روی آورد. او سینمای حرفه‌ای را سال ۱۳۳۲ با بازی در فیلم «بازگشت» به کارگردانی ساموئل خاچیکیان تجربه کرد. روشنیان در ۳۰ مرداد ۱۳۵۴ در تهران درگذشت.

## فیلمشناخت

### کارگردان
- ۱ - فرشته نجات (۱۳۵۱)
- ۲ - پابرهنه‌ها (۱۳۴۷)
- ۳ - چاکر شما کوچولو (۱۳۴۷)
- ۴ - فیل و فنجان (۱۳۴۵)
- ۵ - زشت و زیبا (۱۳۴۴)
- ۶ - گل‌های گیلان (۱۳۴۳)
- ۷ - یکی بود یکی نبود (۱۳۳۸)

### نویسنده
- ۱ - فرشته نجات (۱۳۵۱)
- ۲ - پابرهنه‌ها (۱۳۴۷)
- ۳ - چاکر شما کوچولو (۱۳۴۷)
- ۴ - فیل و فنجان (۱۳۴۵)
- ۵ - زشت و زیبا (۱۳۴۴)
- ۶ - گل‌های گیلان (۱۳۴۳)
- ۷ - ساحل دور نیست (۱۳۴۱)
- ۸ - افسانه شمال (۱۳۳۸)
- ۹ - یکی بود یکی نبود (۱۳۳۸)
- ۱۰ - همه گناهکاریم (۱۳۳۷)

### طرح اولیه داستان
- ۱ - همه گناهکاریم (۱۳۳۷)
- ۲ - مادموازل خاله (۱۳۳۶)

### بازیگر
- ۱ - دایره مینا (۱۳۵۳)
- ۲ - اخم نکن سرکار (۱۳۵۴)
- ۳ - بابا خالدار (۱۳۵۴)
- ۴ - خداحافظ کوچولو (۱۳۵۴)
- ۵ - دو آقای با شخصیت (۱۳۵۴)
- ۶ - ممل آمریکائی (۱۳۵۴)
- ۷ - تیغ آفتاب (۱۳۵۲)
- ۸ - کاکا سیاه (۱۳۵۲)
- ۹ - مردها و نامردها (۱۳۵۲)
- ۱۰ - ناخدا (۱۳۵۲)
- ۱۱ - فرشته نجات (۱۳۵۱)
- ۱۲ - یک جو غیرت (۱۳۵۱)
- ۱۳ - پابرهنه‌ها (۱۳۴۷)
- ۱۴ - شب فرشتگان (۱۳۴۷)
- ۱۵ - ایستگاه ترن (۱۳۴۵)
- ۱۶ - فیل و فنجان (۱۳۴۵)
- ۱۷ - زشت و زیبا (۱۳۴۴)
- ۱۸ - زمزمه محبت (۱۳۴۴)
- ۱۹ - تعقیب خطرناک (۱۳۴۳)
- ۲۰ - گل‌های گیلان (۱۳۴۳)
- ۲۱ - گناه من چیست (۱۳۴۳)
- ۲۲ - آن‌ها زندگی را دوست داشتندد (۱۳۴۲)
- ۲۳ - دختر ساری (۱۳۴۲)
- ۲۴ - اهریمن زیبا (۱۳۴۱)
- ۲۵ - دخترها اینطور دوست دارند (۱۳۴۱)
- ۲۶ - در انتهای ظلمت (۱۳۴۱)
- ۲۷ - ساحل دور نیست (۱۳۴۱)
- ۲۸ - گربه وحشی (۱۳۴۱)
- ۲۹ - شیرفروش (۱۳۳۹)
- ۳۰ - افسانه شمال (۱۳۳۸)
- ۳۱ - یکی بود یکی نبود (۱۳۳۸)
- ۳۲ - قاصد بهشت (۱۳۳۷)
- ۳۳ - همه گناهکاریم (۱۳۳۷)
- ۳۴ - بهلول (۱۳۳۶)
- ۳۵ - خورشید می‌درخشد (۱۳۳۵)
- ۳۶ - شب‌نشینی در جهنم (۱۳۳۵)
- ۳۷ - مرجان (۱۳۳۵)
- ۳۸ - عروس دجله (۱۳۳۳)
- ۳۹ - بازگشت (۱۳۳۲)

## تهیه‌کننده
- ۱ - فرشته نجات (۱۳۵۱)
- ۲ - پابرهنه‌ها (۱۳۴۷)
- ۳ - چاکر شما کوچولو (۱۳۴۷)
- ۴ - فیل و فنجان (۱۳۴۵)
- ۵ - زشت و زیبا (۱۳۴۴)
- ۶ - زمزمه محبت (۱۳۴۴)
- ۷ - گل‌های گیلان (۱۳۴۳)
- ۸ - یکی بود یکی نبود (۱۳۳۸)

## ضبط دیالوگ
- ۱ - ساحل دور نیست (۱۳۴۱)

## امور فنی
- ۱ - یکی بود یکی نبود (۱۳۳۸)

## نمایش‌ها
1. اپرت جنت و مرجان
2. شاهزاده خانم
3. تاواریش
4. پروفسور سوسول
5. مرگ موش یا نشو جان آقا
6. برای شرف
7. مونتسرا
8. مرده باد جنگ
9. انگلهای اجتماع
10. محاکمه ماری د. گان
11. بر روی خرابه‌ها
12. کارمند گیج
13. سر دیگران
14. مرحوم آقا
15. برویم آمریکا
16. آرشین مالالان